# Stilzendorf
Stilzendorf ist ein Gemeindeteil der Stadt Schillingsfürst im Landkreis Ansbach (Mittelfranken, Bayern). Die Gemarkung Stilzendorf hat eine Fläche von 8,807 km². Sie ist in 850 Flurstücke aufgeteilt, die eine durchschnittliche Fläche von 10.361,64 m² haben. In ihr liegen neben dem namensgebenden Ort die Gemeindeteile Altengreuth, Bronnenhaus, Leipoldsberg, Neureuth und Schorndorf.

## Geographie
Das Dorf liegt in Hanglage des Schillingsfürster Plateaus und ist von Grünland mit vereinzeltem Baumbestand und Ackerflächen umgeben. Es entspringen dort der Schweikhartswindener Bach und der Stilzendorfer Bach, die 1,5 km weiter nordöstlich zum Traisdorfer Bach zusammenfließen. 0,5 km südöstlich befindet sich die bewaldete Anhöhe Kleiner First. Die Kreisstraße AN 27 führt nach Schillingsfürst (0,8 km südwestlich) bzw. nach Gastenfelden zur AN 34 (3 km nordöstlich). Gemeindeverbindungsstraßen führen nach Schafhof (1,2 km westlich) und nach Traisdorf zur AN 34 (2 km nordöstlich).

## Geschichte
Der Ort hieß früher auch „Stulzingsdorf“ und „Stilzesdorf“.
Gegen Ende des 18. Jahrhunderts gab es 22 Untertansfamilien. Grundherren waren das hohenlohische Amt Schillingsfürst (21) und die Reichsstadt Rothenburg (1).
1806 kam Stilzendorf an das Königreich Bayern. Mit dem Gemeindeedikt (frühes 19. Jahrhundert) wurde der Steuerdistrikt Stilzendorf gebildet. Zu diesem gehörten Altengreuth, Leipoldsberg, Neureuth, Obermühle, Schorndorf und Untermühle. Zugleich entstand die Ruralgemeinde Stilzendorf, die deckungsgleich mit dem Steuerdistrikt war. Sie war in Verwaltung und Gerichtsbarkeit dem Herrschaftsgericht Schillingsfürst zugeordnet (1840 in das Landgericht Schillingsfürst umgewandelt) und in der Finanzverwaltung dem Rentamt Colmberg. Ab 1824 gehörte Schillingsfürst zum Rentamt Rothenburg ob der Tauber (1919 in Finanzamt Rothenburg ob der Tauber umbenannt). Bronnenhaus wurde nach 1861 von Schillingsfürst nach Stilzendorf umgemeindet. Ab 1862 übernahm das neu gebildete Bezirksamt Rothenburg ob der Tauber die Verwaltung (1939 in Landkreis Rothenburg ob der Tauber umbenannt). In der Gerichtsbarkeit blieb das Landgericht Schillingsfürst zuständig (1879 in Amtsgericht Schillingsfürst umbenannt), von 1928 bis 1973 war es das Amtsgericht Rothenburg ob der Tauber. Die Gemeinde Stilzendorf hatte 1964 eine Gebietsfläche von 8,827 km². Im Zuge der Gebietsreform in Bayern wurde diese am 1. Januar 1972 nach Schillingsfürst eingemeindet.

### Baudenkmäler
- Haus Nr. 18: zugehörig Fachwerkscheune, wohl 18. Jahrhundert, später erweitert[12]
- Haus Nr. 22: erdgeschossiges Wohnstallhaus, Bau der Biedermeierzeit, um 1830, Zwerchgiebel 1934[12]

### Bodendenkmäler
In der Gemarkung Stilzendorf gibt es drei Bodendenkmäler.

### Einwohnerentwicklung
Gemeinde Stilzendorf
| Jahr      | 1818  | 1840   | 1852   | 1855   | 1861   | 1867   | 1871   | 1875   | 1880   | 1885   | 1890   | 1895   | 1900   | 1905   | 1910   | 1919   | 1925   | 1933   | 1939   | 1946   | 1950   | 1952   | 1961  | 1970   |
| Einwohner | 371   | 354    | 332    | 350    | 333    | 330    | 347    | 344    | 362    | 359    | 348    | 332    | 320    | 341    | 328    | 347    | 328    | 324    | 309    | 509    | 463    | 404    | 323   | 313    |
| Häuser    | 66    | 69     |        |        |        |        | 72     |        |        | 69     | 73     |        | 72     |        |        |        | 66     |        |        |        | 64     |        | 63    |        |
| Quelle    | [ 7 ] | [ 14 ] | [ 15 ] | [ 15 ] | [ 16 ] | [ 17 ] | [ 18 ] | [ 19 ] | [ 20 ] | [ 21 ] | [ 22 ] | [ 15 ] | [ 23 ] | [ 15 ] | [ 24 ] | [ 15 ] | [ 25 ] | [ 15 ] | [ 15 ] | [ 15 ] | [ 26 ] | [ 15 ] | [ 9 ] | [ 27 ] |

Ort Stilzendorf
| Jahr      | 001818 | 001840 | 001861 | 001871 | 001885 | 001900 | 001925 | 001950 | 001961 | 001970 | 001987 |
| Einwohner | 130    | 133    | 125    | 137    | 109    | *118   | *115   | *187   | *135   | *124   | 84     |
| Häuser    | 24     | 22     |        |        | 24     | *25    | *25    | *24    | *23    |        | 24     |
| Quelle    | [ 7 ]  | [ 14 ] | [ 16 ] | [ 18 ] | [ 21 ] | [ 23 ] | [ 25 ] | [ 26 ] | [ 9 ]  | [ 27 ] | [ 1 ]  |

## Religion
Der Ort ist seit der Reformation evangelisch-lutherisch geprägt und bis heute nach St. Kilian (Schillingsfürst) gepfarrt. Die Einwohner römisch-katholischer Konfession sind nach Kreuzerhöhung (Schillingsfürst) gepfarrt.